# Ái lực electron
Trong hóa học, ái lực electron là năng lượng được một nguyên tử, trung hòa điện tích và cô lập (ở thể khí), hấp thụ khi có một electron được thêm vào tạo thành khí ion có điện tích -1 điện tích nguyên tố. Nó có giá trị âm khi năng lượng được nhả ra.
Đa số các nguyên tố hóa học có ái lực electron âm. Điều này nghĩa là chúng không cần nhận năng lượng để bắt electron; thay vào đó, chúng nhả ra năng lượng. Nguyên tử càng có nhiều khả năng bắt thêm các electron có ái lực electron càng âm. Chlor là nguyên tố hóa học có ái lực electron mạnh nhất; radon có ái lực electron yếu nhất.
Mặc dù ái lực electron biến đổi khá hỗn loạn trong bảng tuần hoàn, một số quy luật vẫn có thể được phát hiện. Nói chung, phi kim có ái lực electron âm hơn kim loại. Tuy nhiên, các khí hiếm là ngoại lệ, chúng có ái lực electron dương.
Bảng tuần hoàn theo mức độ ái lực electron, theo kJ/mol.
| Nhóm   | 1      | 2     | 3      | 4      | 5      | 6      | 7      | 8       | 9       | 10      | 11      | 12    | 13     | 14      | 15      | 16      | 17      | 18    |
| Chu kỳ |        |       |        |        |        |        |        |         |         |         |         |       |        |         |         |         |         |       |
| 1      | H -73  |       |        |        |        |        |        |         |         |         |         |       |        |         |         |         |         | He 21 |
| 2      | Li -60 | Be 19 |        |        |        |        |        |         |         |         |         |       | B -27  | C -122  | N 7     | O -141  | F -328  | Ne 29 |
| 3      | Na -53 | Mg 19 |        |        |        |        |        |         |         |         |         |       | Al -43 | Si -134 | P -72   | S -200  | Cl -349 | Ar 35 |
| 4      | K -48  | Ca 10 | Sc -18 | Ti -8  | V -51  | Cr -64 | Mn     | Fe -16  | Co -64  | Ni -112 | Cu -118 | Zn 47 | Ga -29 | Ge -116 | As -78  | Se -195 | Br -325 | Kr 39 |
| 5      | Rb -47 | Sr    | Y -30  | Zr -41 | Nb -86 | Mo -72 | Tc -53 | Ru -101 | Rh -110 | Pd -54  | Ag -126 | Cd 32 | In -29 | Sn -116 | Sb -103 | Te -190 | I -295  | Xe 41 |
| 6      | Cs -45 | Ba    | Lu     | Hf     | Ta -31 | W -79  | Re -14 | Os -106 | Ir -151 | Pt -205 | Au -223 | Hg 61 | Tl -20 | Pb -35  | Bi -91  | Po -183 | At -270 | Rn 41 |
| 7      | Fr -44 | Ra    | Lr     | Rf     | Db     | Sg     | Bh     | Hs      | Mt      | Ds      | Rg      | Cn    | Nh     | Fl      | Mc      | Lv      | Ts      | Og    |

## Quy luật
Ái lực electron tuân theo quy tắc octet. Các nguyên tố nhóm 17 (fluor, chlor, brom, iod, và astatin) có xu hướng bắt electron và tạo ra anion có điện tích bằng -1 điện tích nguyên tố. Các khí hiếm trong nhóm 18 đã có đủ octet, và do đó việc thêm một electron đòi hỏi năng lượng lớn, tuy nhiên vẫn có thể thực hiện được.
Các nguyên tố nhóm 2, bắt đầu từ beryli và nhóm 12 bắt đầu từ kẽm cũng có ái lực electron với giá trị dương vì chúng có vỏ s hay vỏ d đã điền đầy.
Các nguyên tố trong nhóm 15 có ái lực electron thấp và nitơ thậm chí có ái lực electron với giá trị dương. Lý do là các vỏ electron được điền một nửa cũng khá bền.
Ái lực electron có giá trị tăng lên trong cùng một hàng từ trái qua phải (do bán kính các nguyên tử giảm dần, làm gia tăng sức hút từ hạt nhân, và số electron trong vỏ ngoài tăng dần, khiến nguyên tử cân bằng bền hơn) trong bảng tuần hoàn và giảm đi khi đi từ trên xuống trong cùng một nhóm (do bán kính các nguyên tử và số electron ở vỏ ngoài tăng lên, các electron đẩy lẫn nhau, làm giảm mức độ cân bằng của nguyên tử).

## Ái lực electron phân tử
Ái lực electron không chỉ được định nghĩa cho các nguyên tố hóa học, mà còn áp dụng cho các phân tử. Ví dụ, ái lực electron của benzen là dương, còn của naphthalen là gần bằng 0 và của anthracen là dương. Thí nghiệm in silico cho thấy ái lực electron của hexacyanobenzen mạnh hơn fullerene.